# Erythroxylum vaccinifolium
Espèce
Synonymes
- Erythroxylum amplifolium (Mart.) O.E.Schulz[1]
- Erythroxylum microphyllum var. amplifolium Mart.[1]

Erythroxylum vaccinifolium est une espèce de plantes à fleurs de la famille des Erythroxylaceae.